# 王岸然
王岸然（本名黃覺岸，1954年—），香港時事評論員，生於香港，籍貫廣東中山，香港人民廣播電台創辦人、《信報》專欄作家、《新報》專欄作家兼DBC數碼電台時事節目主持，文章也曾散見於《香港蘋果日報》、《星島日報》、《星期天周刊》、《癲狗日報》等，當中在《蘋果日報》高峰期更在一周內有九個專欄見報（一個七日固定專欄及兩個評論專欄）。
王岸然的時事評論激進，他早在1980年代初便投稿《信報》，同時也參與組建政黨。早年曾創建論政組織「北辰學社」，擔任副主席。也是香港民主民生協進會創會評議長，當屆民協主席是陳立僑、副主席是馮檢基和李永達。1996年因不滿民協參與臨時立法會，與已故市政局議員區玉霞及前深水埗區議會主席黃仲棋等人組建社會民主陣線。2003年鼓吹推倒香港特別行政區行政長官董建華，又曾組織民主倒董力量。後來參與組建香港人民廣播電台，2006年曾擔任民間人權陣線民主民生小組副召集人。曾經與陶傑及黃毓民筆戰，與梁國雄政論口角（即香港人民廣播電台「掟咪大戰」）。
王岸然早年曾任職廉政公署及房屋署，期間就讀樹仁學院。後來赴英國留學，修讀法律。之後回港，曾在香港中文大學、香港城市大學及香港理工大學任教。

## 外部參考
- 王岸然個人網誌
- 4月2日，黃毓民在My radio評論王岸然，「有名有姓」。 （页面存档备份，存于）
- 香港電台電視節目，「左右紅藍綠」。